# Hymenomima
Hymenomima is een geslacht van vlinders van de familie spanners (Geometridae), uit de onderfamilie Ennominae.

## Soorten
- H. amberia Schaus, 1901
- H. arthura Schaus, 1901
- H. camerata Warren, 1900
- H. canidentata Dognin, 1902
- H. carneata Warren, 1904
- H. cindica Warren, 1897
- H. cogigaria Möschler, 1882
- H. conia Prout, 1931
- H. costilla Dognin, 1895
- H. dogninana Dyar, 1916
- H. extersaria Warren, 1897
- H. frankia Schaus, 1897
- H. macaria Schaus, 1901
- H. mediorasa Dognin, 1909
- H. memor Warren, 1906
- H. nephalia Druce, 1892
- H. nivacaria Jones, 1921
- H. nortonia Schaus, 1898
- H. occulta Schaus, 1901
- H. perfuscimargo Prout, 1910
- H. pristes Prout, 1933
- H. rufata Warren, 1904
- H. semialba Warren, 1897
- H. seriata Prout, 1933
- H. subnigrata Warren, 1906
- H. tharpoides Dognin, 1913
- H. umbelularia Hübner, 1825